# Richard White (Rugbyspieler)
Richard Alexander Tiny White (* 11. Juni 1925 in Gisborne; † 10. März 2012 ebenda) war ein neuseeländischer Rugby-Union-Spieler auf der Position des Zweite-Reihe-Stürmers und war nach seiner aktiven Rugbylaufbahn Lokalpolitiker in Gisborne. Er gilt zusammen mit Colin Meads bis heute als einer der besten neuseeländischen Zweite-Reihe-Stürmer aller Zeiten.

## Biografie
White, der wie seine Eltern ein Farmer in Tūranganui-a-Kiwa / Poverty Bay war, ging als Schüler auf die Ngata Primary School und Gisborne District High School. Danach studierte er am Fielding Agricultural College, wo er den ironischen Spitznamen Tiny bekam.
In der Nachkriegszeit war er von 1946 bis 1948 als Soldat der New Zealand Defence Force im besetzten Japan stationiert. In dieser Zeit spielte er in diversen neuseeländischen Armeemannschaften Rugby. In Neuseeland spielte er in seiner gesamten Rugbykarriere durchgehend beim Verein Gisborne High School Old Boys und dem Provinzverband Poverty Bay Rugby Football Union (PBRFU). Gleich in seinem ersten Jahr bei Poverty Bay wurde er 1949 in die neuseeländische Nationalmannschaft (All Blacks) berufen. Damit war er der erste Nationalspieler der Provinz Poverty Bay. Sein Länderspieldebüt gab White am 3. September 1949 gegen Australien in der neuseeländischen Hauptstadt Wellington. Das Spiel verloren die All Blacks mit 6:11. White lief danach bis 1956 in allen 22 aufeinanderfolgenden Länderspielen auf und verpasste damit kein einziges während seiner Nationalmannschaftslaufbahn. Neben den Bledisloe-Cup-Spielen gegen Australien gehörten auch die Länderspielserien gegen die British and Irish Lions 1950 sowie gegen Südafrika (Springboks) 1956 und eine Europatour gegen England, Frankreich, Irland, Schottland und Wales 1953/54 dazu. Die All Blacks gewannen die Serie gegen die in Neuseeland tourenden Lions mit drei Siegen und einem Unentschieden. Auf der Europatour gewann Neuseeland alle Länderspiele, außer gegen Frankreich und Wales.
Sein größter Triumph war der Gewinn der Länderspielserie gegen die in Neuseeland tourenden Springboks. Dies ist bis heute ebenfalls einer der größten Erfolge der All Blacks. Schon damals waren Neuseeland und Südafrika die beiden besten Rugbynationalmannschaften der Welt. Die All Blacks gewannen drei der vier Spiele. Es war die erste Niederlage der Springboks in einer Länderspielserie. Im ersten und dritten Länderspiel erzielte White jeweils einen Versuch. Aufgrund eines heftigen Trittes in den Rücken von einem südafrikanischen Spieler während des vierten Spieles, musste White verletzungsbedingt ausgewechselt werden. Danach spielte er nie wieder für die All Blacks, obwohl er noch ein Jahr für seinen Verein und seine Provinz auflief.
Nach dem aktiven Rugbysport engagierte er sich im Vorstand der Old Boys und von Poverty Bay sowie als Lokalpolitiker in Gisborne. So war er für zwei Amtszeiten der Bürgermeister der Stadt. Der Rugbyverband von Poverty Bay kürt zu Whites Ehren den besten Spieler des ersten Spieltages der regionalen Vereinsmeisterschaft jedes Jahr mit der Tiny White Medal.